# Чемпионат СССР по тяжёлой атлетике 1939
16-й чемпионат СССР по тяжёлой атлетике прошёл с 6 по 9 мая 1939 года в Харькове (Украинская ССР). В нём приняли участие 119 атлетов, которые были разделены на 6 весовых категорий и соревновались в троеборье (жим, рывок и толчок).

## Медалисты
| Категория                    | Золото                              | Золото                           | Серебро                              | Серебро                         | Бронза                               | Бронза                           |
| До 56 кг (легчайший вес)     | Митрофан Косарев «Строитель» Москва | 305 кг (87,5 + 95 + 122,5)       | Александр Конкин «Правда» Киев       | 290 кг (90 + 90 + 110)          | Александр Регонян Красная Армия Киев | 267,5 кг (85 + 80 + 102,5)       |
| До 60 кг (полулёгкий вес)    | Георгий Попов Красная Армия Киев    | 325 кг (92,5 + 107,5 + 125)      | Моисей Касьяник «Строитель» Тбилиси  | 310 кг (95 + 95 + 120)          | Александр Донской Красная Армия Киев | 302,5 кг (90 + 90 + 122,5)       |
| До 67,5 кг (лёгкий вес)      | Израиль Механик «Локомотив» Москва  | 340 кг (105 + 105 + 130)         | Юзеф Полонский «Спартак» Киев        | 332,5 кг (102,5 + 97,5 + 132,5) | Мамия Жгенти «Спартак» Тбилиси       | 332,5 кг (97,5 + 105 + 130)      |
| До 75 кг (средний вес)       | Константин Милеев «Темп» Минск      | 362,5 кг (107,5 + 112,5 + 142,5) | Григорий Новак «Правда» Киев         | 360 кг (117,5 + 110 + 132,5)    | Сергей Иванов «Локомотив» Киев       | 360 кг (110 + 110 + 140)         |
| До 82,5 кг (полутяжёлый вес) | Ефим Хотимский «Спартак» Киев       | 385 кг (125 + 117,5 + 142,5)     | Александр Божко Красная Армия Москва | 372,5 кг (102,5 + 115 + 155)    | Аркадий Абашмадзе «Пищевики» Тбилиси | 372,5 кг (115 + 112,5 + 145)     |
| Свыше 82,5 кг (тяжёлый вес)  | Яков Куценко «Локомотив» Киев       | 407,5 кг (122,5 + 120 + 165)     | Пётр Кустодов «Динамо» Ашхабад       | 395 кг (122,5 + 117,5 + 155)    | Пётр Петров «Строитель» Москва       | 387,5 кг (117,5 + 117,5 + 152,5) |